# Bad Gottleuba-Berggießhübel
Bad Gottleuba-Berggießhübel est une ville de Saxe (Allemagne), située dans l'arrondissement de Suisse-Saxonne-Monts-Métallifères-de-l'Est, dans le district de Dresde.
En fait, Bad Gottleuba et Berggießhübel sont deux stations thermales reliées par une route et un sentier de randonnée. Les villages de Bahratal et de Langenhennersdorf appartiennent aussi à la ville.

## Personnalités
- Camillo Schumann (1872-1946), organiste et compositeur allemand mort à Bad Gottleuba.

Producteur de moulin à café